# Bévéra
Die Bévéra (italienisch: Bevera, okzitanisch und ligurisch: Beura) ist ein rund 43 Kilometer langer Nebenfluss der Roya, der im französischen Département Alpes-Maritimes in der Region Provence-Alpes-Côte d’Azur und in der italienischen Provinz Imperia in der Region Ligurien verläuft und ein Gebiet von rund 130 Quadratkilometern entwässert.

## Verlauf
Die Bévéra entspringt im Nationalpark Mercantour am Authion-Massiv (2078 m), nur wenige Kilometer nordöstlich des Col de Turini, an der Gemeindegrenze von Moulinet und Breil-sur-Roya. Sie fließt südwärts und tangiert dabei den Ortskern von Moulinet. Bei Sospel ändert sie ihren Kurs Richtung Osten, durchfließt für ein kurzes Stück den äußersten Teil der Gemeinde Breil-sur-Roya und überquert bei Olivetta San Michele nach 27 Kilometern die Grenze zu Italien. Die Bévéra hält sich nun südöstlich und passiert schlängelnd ein teilweise unbewohntes, waldiges Tal. Sie durchfließt die Gemeinde Airole und mündet nach insgesamt rund 43 Kilometern bei Bevera (Gemeinde Ventimiglia) auf 21 m s.l.m. als rechter Nebenfluss in die Roya, die wenig später in das Ligurische Meer mündet.

### Nebenflüsse
| In Frankreich: - Vallon de Crep, 8,4 km - Vallon de l'Anjouanin, 4 km - Vallon de Peïra Calva, 4,7 km - Vallon de Gouargas, 4,7 km - Ruisseau de Cuous, 9,7 km - Ruisseau le Merlanson, 6,3 km - Vallon de Suès, 3,6 km - Vallon de Bassera, 8,5 km - Ruisseau de Scuisse, 3,1 km | In Italien: - Valle del Tuvo - Rio Giaurusso - Rio di Gerri - Valle Balestra - Rio Mere - Vallone del Coma |

## Freizeitaktivitäten
Der Fluss wird zum Canyoning und Fischen, das umgebende Tal zum Wandern genutzt.

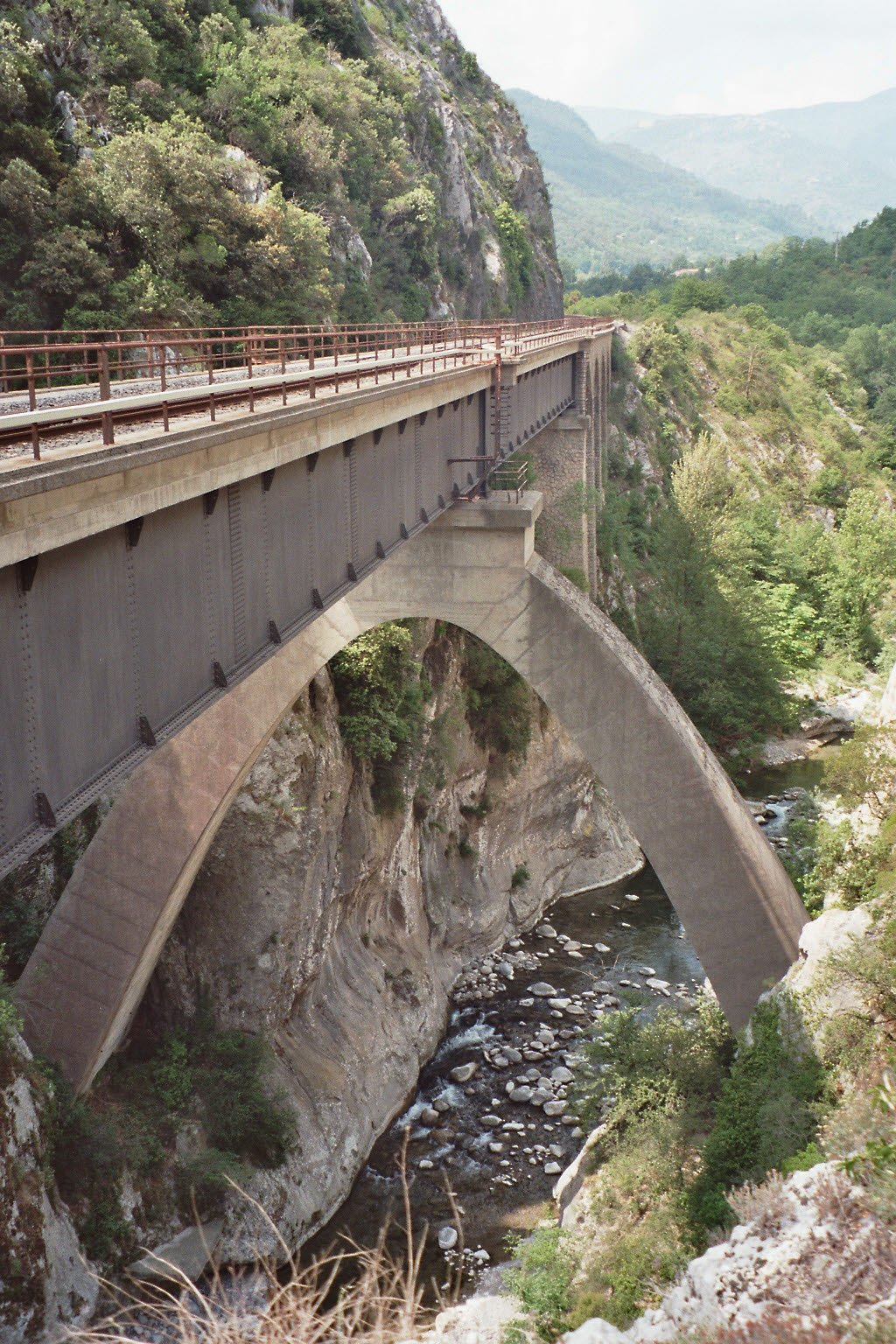
Bévéra-Viadukt der Tendabahn in Frankreich